# Parque nacional Jorgo-Terjin Tsagan Nuur
El parque nacional Jorgo-Terjin Tsagan Nuur (en mongol: Тэрхийн Цагаан нуур) cubre el pintoresco lago Terjin Tsagan Nuur y la cercana montaña Jorgo (un volcán recientemente extinto) en las montañas Jangái en el centro norte de Mongolia. Las marismas a lo largo del extremo oeste del lago son una importante zona de reproducción y descanso para las aves. El parque está ubicado en el distrito de Tariat de la provincia de Arjangai.
El parque nacional tiene una superficie de 851,49 km². Lleva el nombre del volcán extinto Jorgo, cuyos alrededores fueron puestos bajo protección en 1965, y del lago Terjin Tsagan Nuur. El área protegida fue ampliada y declarada parque nacional en 1995.

## Topografía

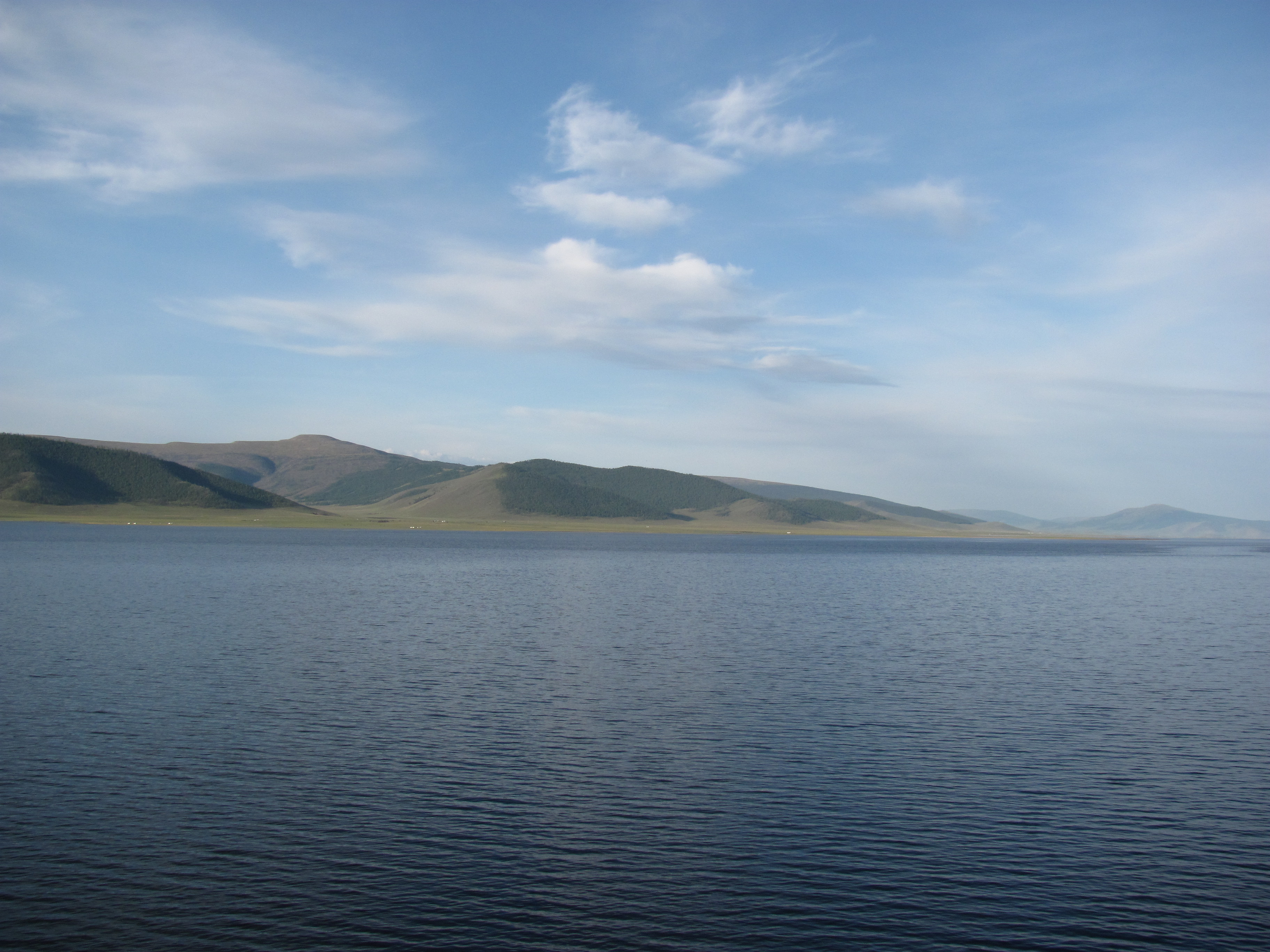
Vista del lago Terjin Tsagan Nuur

El parque está situado en el valle del río Chuluut y el río Suman en la cordillera Tarvagatai de las montañas Jangái. El lago Terjin Tsagan Nuur es un lago oligotrófico de agua dulce en un valle de formación volcánica. El terreno inmediatamente alrededor del lago son colinas con vegetación de estepa y estepa forestal. El lago tiene unos 15 km de largo. Tiene una profundidad máxima de veinte metros, siendo el 40 % inferior a dos metros de profundidad.
La montaña Jorgo está a unos 4 km al este del lago, en el valle Taryatu-Chulutu, un campo volcánico. El volcán experimentó una erupción significativa aproximadamente en el año 8000 a. C.

## Clima y ecorregión
El clima característico de la zona es clima semiárido frío (clasificación climática de Köppen (BSk)). Este clima es característico de los climas esteparios intermedios entre los climas húmedos del desierto, y normalmente las precipitaciones están por encima de la evapotranspiración. Al menos un mes promedia temperaturas de menos de 0 °C (32,0 °F). La precipitación media en la región es de 76 a 158 mm/año, el 80 % de las precipitaciones caen en julio y agosto.
El parque está situado en la ecorregión de la estepa forestal de Selengá-Orjón.

## Flora y fauna
Los peces del lago son especies típicas del norte de eurasia: ciprínidos (Cyprinidae), lucios y percas. Las aves que se reproducen en las marismas a lo largo de la orilla del lago incluyen el ánsar indio (Anser indicus), el tarro canelo (Tadorna ferruginea) y la serreta mediana (Mergus serrator).